# Munster Technological University
Die Munster Technological University (kurz: MTU; Irisch: Ollscoil Teicneolaíochta na Mumhan) ist eine Technische Universität mit in Summe sechs Campus in den Counties Kerry und Cork, Irland. Die Universität wurde im Januar 2021 gegründet und ging aus den zuvor bestehenden Technischen Instituten Cork Institute of Technology (CIT) und Institute of Technology, Tralee (ITT) hervor. Ihre Neugründung wurde im Mai 2020 angekündigt. An der MTU studieren mit Stand 2022 18.000 Studenten die von 2.000 Mitarbeitern betreut werden.
Die MTU ist Irlands zweite jemals gegründete Technische Universität nach der TU Dublin.

## Campi
Die Munster Technological University hat sechs verschiedene Campi: In County Cork sind dies der Hauptcampus Bishopstown, die Cork School of Music, das Crawford College of Art & Design, das National Maritime College of Ireland und das Blackrock Castle Observatory. In County Kerry sind dies der Südcampus in Clash und der Nordcampus in Dromtacker.

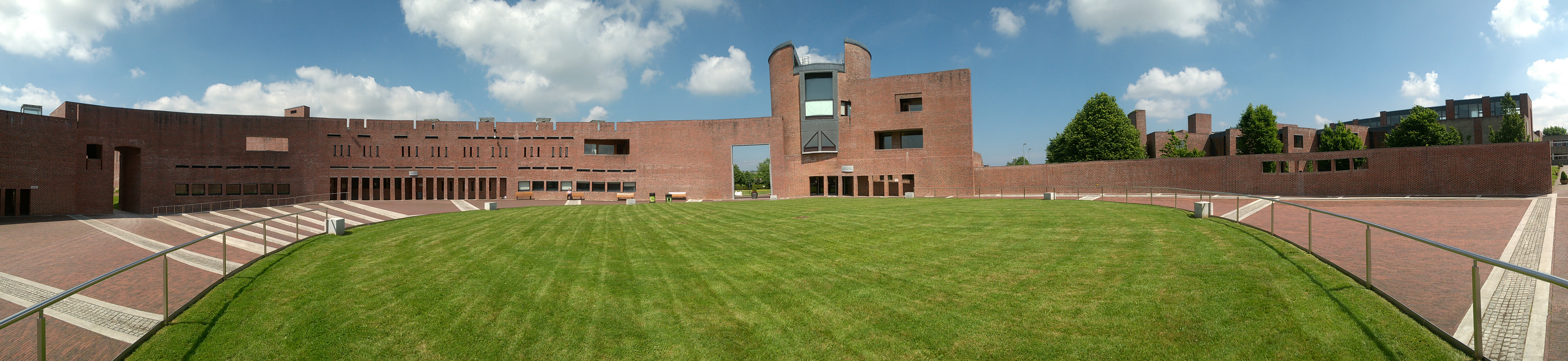
MTU Cork, Bishopstown Campus

### MTU Cork, Bishopstown Campus
Der Hauptcampus in Cork hat etwa acht Hektar und liegt in Bishopstown, einem westlichen Vorort von Cork. Es befinden sich doch ein großer Versammlungsraum, Unterrichtsräume, Labore, Zeichenstudios, eine Bibliothek, Computerecke und Forschungseinheiten. Auf dem Sportplatz befinden sich eine Sportarena mit Laufstrecke, Tennishalle, einem Fitnessstudio und eine Rasenfläche sowie ein Schwimmbad. Der Campus hat mehrere Preise für seine Architekturbeschaffenheit gewonnen.

### MTU Kerry, Dromtacker Campus, Tralee
Am Campus der ehemaligen Institute of Technology, Tralee (kurz: IT Tralee) wird derzeit geplant, alle Einheiten auf den größeren Dromtacker-Campus umzuziehen, so dass keine zwei separaten Einheiten mehr bestehen.

## Geschichte
Bereits 2012 wurde ein Zusammenschluss der ITT und der CIT sowie des Waterford Institute of Technology (WIT) geplant. Dieser kam jedoch nicht zustande, da das CIT ablehnte, die Schulden der ITT zu übernehmen. Im Mai 2020 verkündete Taoiseach Leo Varadkar die formelle Genehmigung für die beiden Institute ITT und CIT sich zu Technischen Universität zusammenzuschließen.

## Website
- Offizielle Website der MTU